# 天主教伊通比亚拉教区
天主教伊通比亞拉教區（拉丁語：Dioecesis Itumbiarensis），是巴西一個天主教教區，位於戈亞斯州南部，屬戈亞尼亞總教區。
教區成立於1966年10月11日，2006年有教友216,000人，佔總人口75.0%。有廿二個堂區、司鐸廿六人。目前教區主教席位處於出缺狀態。